# Knooppunt Rødovre
Knooppunt Rødovre (Deens: Motorvejskryds Rødovre) is een knooppunt in Denemarken tussen de Motorring 3, een ringweg van Kopenhagen en de Frederikssundmotorvejen richting Frederikssund. Het knooppunt is genoemd naar het plaats Rødovre, waar het knooppunt in de buurt van ligt.
Het knooppunt is uitgevoerd als een half sterknooppunt. Op 18 december 2011 werd het knooppunt samen met de verlenging van de Frederikssundmotorvejen opengesteld.
| Aansluitende wegen        | Aansluitende wegen | Aansluitende wegen | Aansluitende wegen | Aansluitende wegen |
| ------------------------- | ------------------ | ------------------ | ------------------ | ------------------ |
|                           |                    |                    |                    | richting Helsingør |
|                           |                    |                    |                    |                    |
| 17 richting Frederikssund |                    |                    |                    |                    |
|                           |                    |                    |                    |                    |
|                           |                    | richting Køge      |                    |                    |

Aalborg Centrum · Aalborg Nord · Aalborg Syd · Århus Nord · Århus Syd · Århus Vest · Avedøre · Ballerup · Brøndby · Fredericia · Gladsaxe · Herning · Herning Syd · Ishøj · Kliplev · Køge Vest · Kolding · Kolding Vest · Kongens Lyngby · Nørresundby Centrum · Odense · Rødovre · Skærup · Taastrup · Vallensbæk · Vendsyssel